# Nicola Mazzucato
Nicola Mazzucato (Padova, 27 ottobre 1975) è un ex rugbista a 15 e allenatore di rugby a 15 italiano, in carriera attivo nel ruolo di tre quarti ala di Benetton, Calvisano e Parma e 39 volte internazionale per l'Italia.

## Biografia
Mazzucato esordì nel rugby di vertice con il CUS Padova, club nel quale si propose a livello nazionale, tanto da venir notato da Georges Coste, all'epoca C.T. dell'Italia, che lo fece esordire allo Stadio Olimpico di Roma nel novembre 1995 contro il Sudafrica campione del mondo.
Prese parte anche alla Coppa FIRA successiva e, dopo un periodo di due anni senza convocazioni internazionali, direttamente alla Coppa del Mondo di rugby 1999 in Galles, nel corso della quale scese in campo in tutti i tre incontri dell'Italia.
Passato alla Benetton Treviso, rimase quattro stagioni con il club biancoverde nel quale si laureò due volte campione d'Italia; nel corso della militanza a Treviso fu convocato dal C.T. John Kirwan per la Coppa del Mondo di rugby 2003 in Australia.
Prese inoltre parte ai Sei Nazioni 2000, 2002, 2003 e 2004.
Dopo un biennio al Calvisano, nel quale vinse un ulteriore scudetto, e un altro biennio al Parma, nel 2007/08 ha disputato la sua ultima stagione agonistica in un club di terza divisione inglese, il Waterloo, di Liverpool.
Tornato in Italia a fine attività, nella stagione 2008-09 fu assistente allenatore del GRAN Parma e, dalla stagione successiva, allenatore capo del CUS Padova.

## Palmarès
- Campionati italiani: 3
Benetton: 2000-01, 2002-03
Calvisano: 2004-05
- Coppe Italia: 2
Calvisano: 2003-04
Parma: 2005-06